# Пожар в клубе Colectiv
Пожар в ночном клубе Colectiv  — чрезвычайное происшествие в ночном клубе Бухареста (Румыния) в ночь 30 октября 2015 года. В результате пожара погибли 64 человека и 186 ранены.
Пожар, ставший крупнейшим по числу жертв в Румынии с 1989 года, произошёл во время бесплатного концерта хэви-метал группы Goodbye to Gravity, в честь выпуска нового альбома Mantras of War. Пиротехника, в которую входили «бенгальские огни», подожгла легковоспламеняющуюся полиуретановую акустическую пену, и огонь быстро распространился. Большинство жертв были отравлены токсинами от горящего пенопласта. Среди погибших четверо из пяти участников группы Goodbye to Gravity.

## Пожар
Вечером в 21.00 по местному в пятницу в ночном клубе Colectiv в центре Бухареста начался бесплатный концерт группы Goodbye to Gravity. В подвальное помещение площадью 450 кв. м набилось около 500 человек. Примерно в 22.30, во время исполнения песни «День, в который мы умрем» (англ. The Day We Die) вспыхивают отделанные деревом, пенопластом и другими легковоспламеняющимися материалами потолок и стены, повалил сильный дым, музыканты прекратили выступление и призвали людей не поддаваться панике. Группа из 50—90 человек покидает клуб.
В 22.32 был сделан первый звонок в службу спасения. Сотни зрителей тем временем бросились к единственному узкому выходу из помещения, так как запасные двери, в том числе и аварийные, были закрыты. Началась давка. Запасную дверь, ведущую из зала к выходу, открыли спустя 15 минут, когда приехала первая скорая помощь, пожарные и спасатели, которые едва пробились к клубу через забитые припаркованными автомобилями улицы.
В 22.40 первых пострадавших везут на такси и гражданских автомобилях. Персонал находящегося неподалеку роддома прибывает на место происшествия, чтобы оказать помощь раненым.
В 22.42 к месту пожара подъезжают первые машины скорой помощи и пожарные.
В 23.30 полиция оцепляет периметр нескольких улиц вокруг здания клуба.
В 23.55 на место происшествия прибывает министр внутренних дел Габриэль Опря.
Согласно первоначальным данным, в результате пожара погибли 27 человек, включая гитаристов группы Влада Телеа и Михая Александру. К 7 ноября число жертв возросло до 41 человека. В течение последующих месяцев скончались еще несколько человек. К 8 ноября число погибших при пожаре в ночном клубе в Бухаресте увеличилось до 45, скончался барабанщик Богдан Энаке. 12 ноября 2015 года скончался гитарист Алекс Паску. К 22 ноября число жертв превысило 60 человек. Из 39 доставленных в зарубежные больницы человек, 12 скончались. 14 марта 2016 года в румынской больнице умер еще один пострадавший. Таким образом, число погибших при пожаре достигло 64 человек. Из всего состава группы Goodbye to Gravity выжил лишь солист Андрей Галут, получивший ожоги 45% тела. После пожара в ночном клубе группа Goodbye to Gravity прекратила своё существование.
Пожар в клубе заснял на видео зритель концерта, очевидец Кристиан Матей. Он заснял на видео момент, который последовал после того, как от пиротехнических эффектов загорелся столб. После пожара в клубе Кристиан Матей был отправлен на лечение в израильскую больницу. Момент возгорания в клубе попал также и в объективы камер видеонаблюдения. В июне 2019 года, спустя три с половиной года после пожара, было обнародовано новое шокирующее видео.

## Последствия
31 октября 2015 года в Румынии был объявлен трёхдневный траур по 27 жертвам пожара в ночном клубе. Пожар в ночном клубе Colectiv вызвал массовые антиправительственные протесты: 3 ноября 2015 года на улицы Бухареста вышли более 20 тысяч человек. Протестующие скандировали лозунги «Революция», а также лозунги, звучавшие во время свержения Чаушеску в 1989 году.
4 ноября 2015 года Виктор Понта подал в отставку после массовых протестов, вызванных пожаром в клубе.

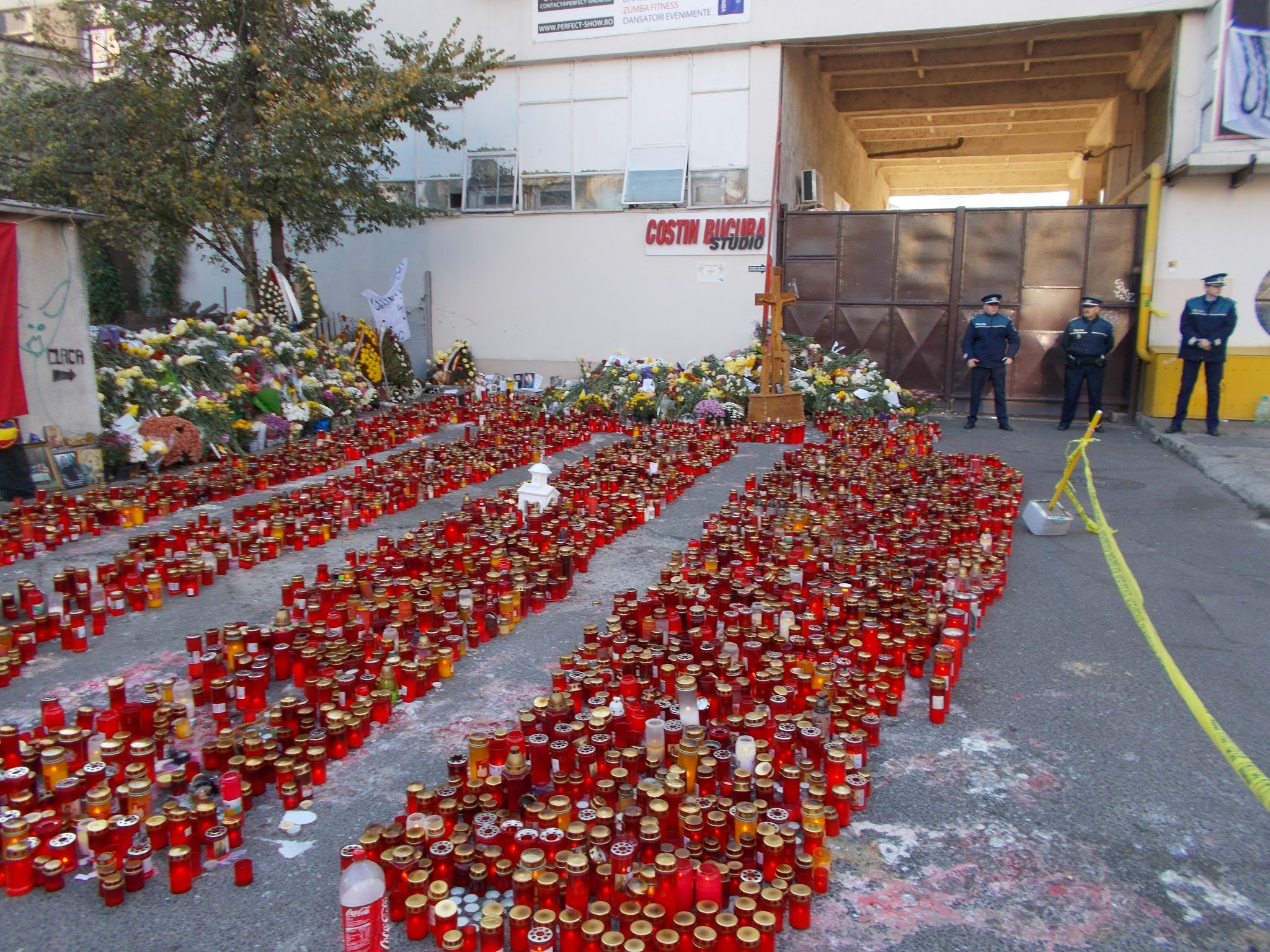
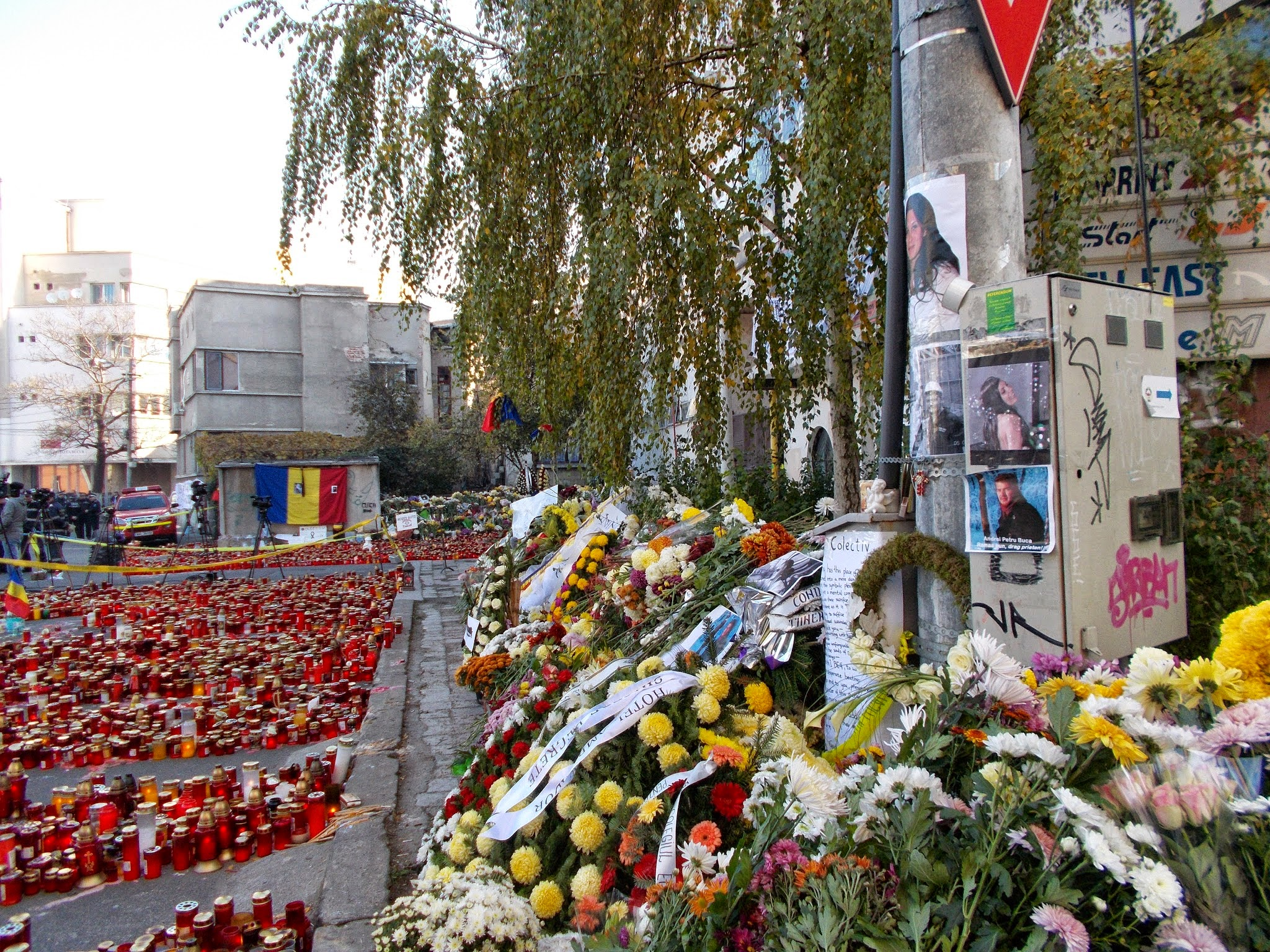
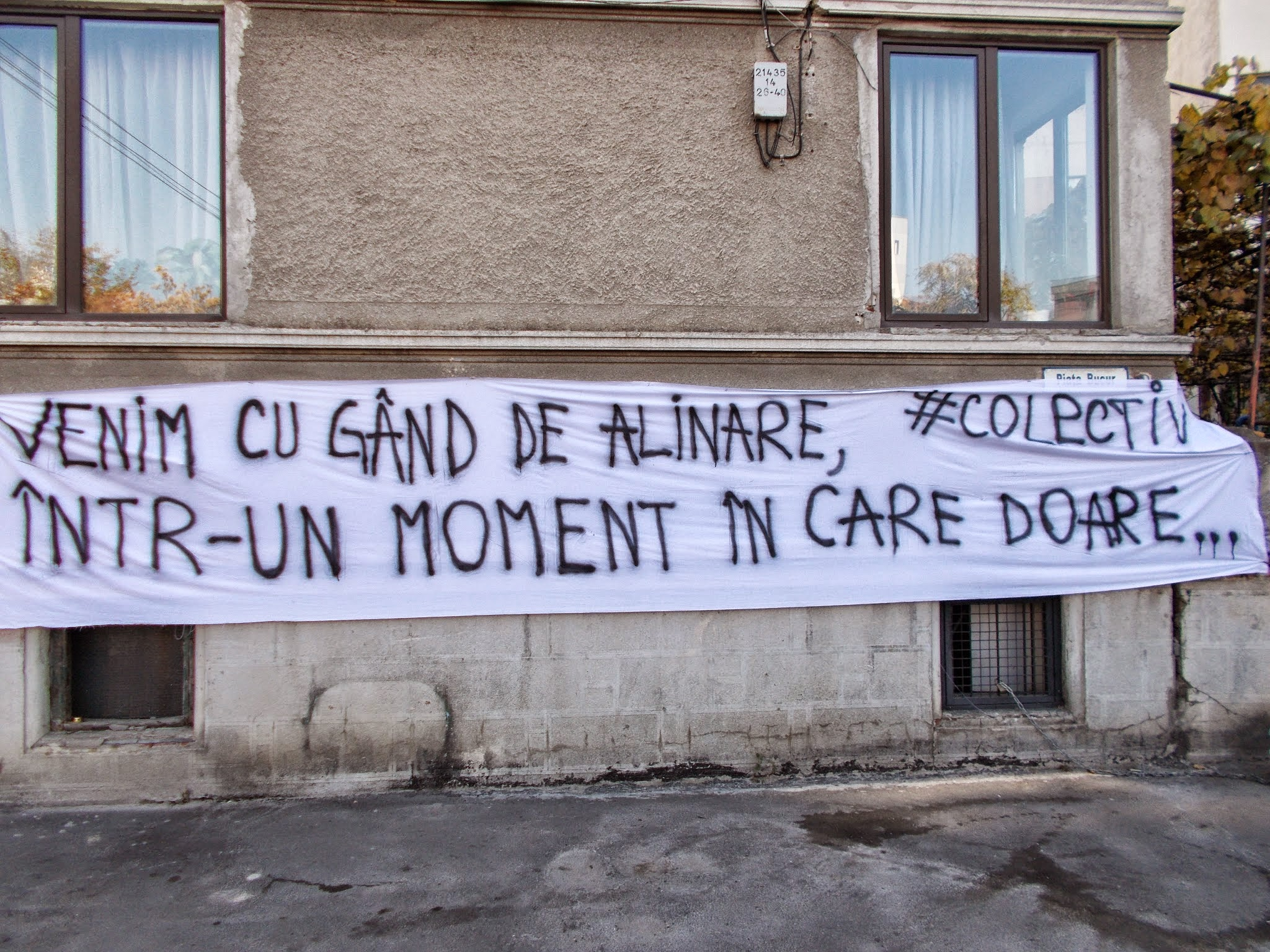
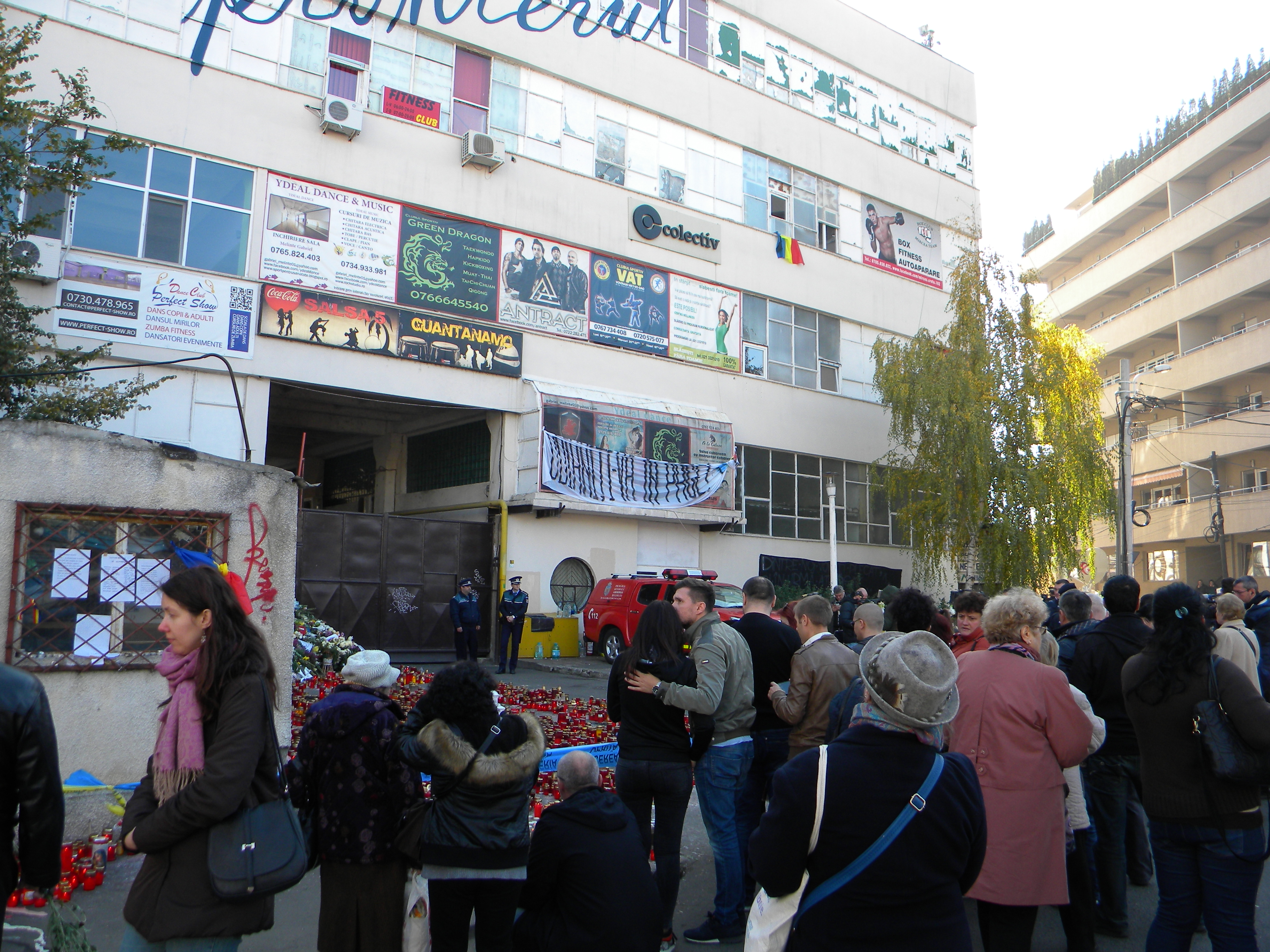

## Аналогичные катастрофы
- 20 февраля 2003 года — клуб «Station», Вэст-Уорик, штат Род-Айленд, США. 100 человек погибло. При использовании пиротехники во время выступления рок-группы Great White произошло воспламенение стен и затем потолка, отделанных пенопластом. Несмотря на наличие аварийных выходов, большинство посетителей пыталось спастись через узкий главный вход, что привело к давке. Пожар от момента возгорания до начала тушения был снят на камеру оператором[28].
- 30 декабря 2004 года — клуб «República Cromañón», Буэнос-Айрес, Аргентина. 194 человека погибло. При использовании пиротехники во время выступления рок-группы произошло воспламенение деревянного декора потолка, пенопласта и пластмассовых элементов акустики. Большинство жертв погибло от отравления высокотоксичным дымом. Многие погибли от ожогов, вызванных расплавленной пластмассой, стекавшей с потолка. Был объявлен трёхдневный национальный траур. Собственник помещения приговорён к 20 годам тюрьмы, директор клуба — к 18[29].
- 5 декабря 2009 года — клуб «Хромая лошадь», Пермь, Россия. 156 человек погибло. Пожар в ночном клубе произошёл во время празднования его 8-летия, при использовании пиротехники произошло воспламенение пенополиуретана сэндвич-панелей и гидроизоляционных материалов на основе битума от внешнего источника на крыше пристройки[30]. Из-за давки и быстрого распространения пожара многие посетители клуба погибли при попытке эвакуироваться через фойе и узкий коридор к основному выходу. Пожар в клубе был снят на видео телеоператором Александром Поповым, работавшим на местном телеканале. Президент России Дмитрий Медведев объявил 7 декабря 2009 года в России днём общенационального траура по жертвам пожара в клубе.
- 27 января 2013 года — клуб «Kiss», Санта-Мария, штат Риу-Гранди-ду-Сул, Бразилия. 239 человек погибло. При использовании пиротехники во время выступления рок-группы произошло воспламенение расположенной на потолке звукоизоляции. К большому числу жертв привело отсутствие аварийных выходов и отравление токсичным дымом. Был объявлен трёхдневный национальный траур